# 41e brigade mécanisée (Ukraine)
La 41e brigade mécanisée (en ukrainien : 41-ма окрема механізована бригада, abrégé de 41 ОМБр ; numéro d'unité militaire А4576) est une grande unité d'infanterie mécanisée de l'Armée de terre ukrainienne.

## Historique

### Création
Durant l'hiver 2022-2023, les Forces armées de l'Ukraine commencent à préparer une contre-offensive prévue pour la fin du printemps. Dans ce cadre, plusieurs nouvelles brigades sont mises sur pied, équipées notamment avec du matériel fourni par les Occidentaux, ainsi qu'en partie entraînées par eux. Parmi ces nouvelles unités, il y a la 41e brigade mécanisée, formée à partir du 16 mars 2023, puis mise à l'entraînement.
En août 2023, la brigade se retrouve au centre d'un scandale lié à la formation de militaires sur les terrains d'entraînement de l'OTAN. La publication britannique OpenDemocracy rapporte que l'armée ukrainienne, ayant suivi une formation dans les pays de l'OTAN, ne reçoit pas une formation suffisante pour participer efficacement aux hostilités. Les militaires interrogés de la 41e brigade déclarent à la publication que les compétences des instructeurs et des enseignants sont peu applicables aux réalités des hostilités en Ukraine, et que la formation s'avère donc moins utile que prévu.

### Invasion russe de l'Ukraine

#### Secteur de Koupiansk (juin 2023 - avril 2024)
En juillet 2023, le milblogueur russe Rybar mentionne l'apparition de la 41e brigade dans le secteur de Koupiansk près du front dans l'oblast de Louhansk. En octobre, la brigade est identifiée en OSINT comme prenant part au combat dans cette région, à l'ouest de la rivière Oskil, lors de l'offensive russe de Koupiansk, où elle appuie le 53e bataillon de la 100e brigade de défense territoriale près du village de Synkivka.

#### Batailles de Tchassiv Iar et de Toretsk (avril - juillet 2024)
En avril 2024, la brigade est redéployée dans le secteur de Tchassiv Iar dans l'Oblast de Donetsk en rotation avec la 42e brigade mécanisée. La brigade, aux côtés de la 56e brigade motorisée et de la 5e brigade d'assaut, se déploie rapidement dans kanal district pour combler un trou laissé par des éléments de la 67e brigade mécanisée. Toutefois, certains rapports mettent en cause plutôt la responsabilité de la 41e brigade dans la perte de positions. Une partie de la brigade est ensuite redéployée à l'ouest de Horlivka lors de la bataille de Toretsk, défendant des positions à Niou-Iork en rotation de la 24e brigade mécanisée. En juillet 2024, alors que des brèches se forment dans la première ligne de défense à Niou York, construites en 2014, des plaintes contre la 41e brigade émergent. Des chefs de peloton, ainsi que Roman Kulyk, commandant adjoint du 206e bataillon de la 241e brigade de défense territoriale, placés sous le commandement temporaire de la 41e, critiquent le comportement de la brigade. Selon eux, la 41e n'aurait pas fourni le soutien nécessaire à leur bataillon, donnant des ordres qui auraient causé la mort de plusieurs de leurs hommes. Ce bataillon de défense territorial est faiblement équipé et incapable de repousser les assauts russes, créant la première brèche russe de 3 km au sud de Niou York. Quelques jours plus tard, le commandant de la brigade depuis octobre 2023, le colonel Serhii Romashko, est fortement critiqué pour sa gestion des combats à Tchassiv Iar et Niou York. Le premier jour, dès que les premières unités de la 41e brigade sont déployées sur les positions de la 24e brigade près de Toretsk et de Niou York, la 9e brigade de fusiliers motorisés russe prend deux points d'appui. La défense continue de s'effondrer les jours suivants, la 41e brigade ne pouvant résister, subissant de violentes attaques et étant immédiatement renforcée par de nouvelles forces,. Selon le New York Times, la brigade n'est pas préparée à défendre Toretsk et ne connaît pas le terrain.

#### Offensive dans l'oblast de Koursk
À partir du mois d'août 2024, la 41e brigade mécanisée est déployée dans l'offensive dans l'oblast de Koursk tentant de contenir les contre-attaques russes dans la direction de Korenevo.

## Structure

### Ordre de bataille
Au 25 juillet 2024, l'ordre de bataille connu de la brigade est le suivant :
- état-major de la brigade ;
  - 
    -  compagnie de protection du QG ;

  -  1er bataillon mécanisé ;
  -  2e bataillon mécanisé ;
  -  3e bataillon mécanisé ;
  -  32e bataillon de fusiliers (unité militaire A4020) ;
  -  40e bataillon de fusiliers (unité militaire A4052) ;
  -  Bataillon de chars ;
  -  Groupe d'artillerie de la brigade :
    - 
      -  État-major du groupe d'artillerie ;
      -  Unité de contrôle et d'acquisition de cibles ;

    -  1er bataillon d'artillerie automotrice [11] ;
    -  2e bataillon d'artillerie tractée (des obusiers D-30) ;
    -  Bataillon de lance-roquettes multiples ;
    -  Bataillon antichar ;

  -  Bataillon antiaérien (avec des missiles sol-air) ;
  -  compagnie de reconnaissance ;
  -  Bataillon du génie ;
  -  Bataillon logistique ;
  -  Compagnie de transmissions ;
  -  Bataillon de maintenance ;
  -  Compagnie de radar (désignation d'objectifs) ;
  -  Compagnie médicale (soins et évacuation) ;
  -  Compagnie de protection NRBC.

### Matériel
La composition et l'équipement de la 41e brigade sont encore peu connus. Parmi les véhicules identifiés, il semblerait que son bataillon de chars soit équipé de T-64BV et de T-72AMT. Des blindés de combats légers Roshel Senator canadiens et des BMP-1LB (version créée à partir de MT-LB) équipent aussi les bataillons mécanisés.

### Commandants
- Major Oleh Makucha (février 2023 - octobre 2023)[13]
- Colonel Serhii Romashko (depuis octobre 2023)[14]